# 管鞘当归
管鞘当归（学名：Angelica pseudoselinum）是伞形科当归属的植物，为中国的特有植物。分布于中国大陆的四川、东北等地，生长于海拔1,500米至3,000米的地区，多生长于高山灌丛以及草地上，目前尚未由人工引种栽培。

## 别名
疙瘩羌（四川小金）